# David MacDonald
David MacDonald (Helensburgh, 9 maggio 1904 – Londra, 22 giugno 1983) è stato un regista, sceneggiatore e produttore cinematografico britannico.

## Biografia
Nato in Scozia, divenne nel 1929 l'assistente di produzione di Cecil B. De Mille. Debutterà alla regia nel 1937 con il film It's Never Too Late to Mend.
Nel corso di quasi trenta anni di carriera ha diretto oltre 50 tra film ed episodi di serie tv.

## Filmografia parziale

### Regista
- It's Never Too Late to Mend (1937)
- Un cronista in gamba (Death Croons the Blues) (1937)
- Make It Three (1938)
- A Spot of Bother (1938)
- Le vittime di Norwich (Dead Men Tell No Tales) (1938)
- This Man in Paris (1939)
- Riding High (1939)
- Spie dell'aria (Spies of the Air) (1939)
- The Midas Touch (1940)
- Ragazze perdute (Good-Time Girl) (1948)
- Lord Byron (The Bad Lord Byron) (1949)
- Cristoforo Colombo (Christopher Columbus) (1949)
- La città dei diamanti (Diamond City) (1949)
- Cairo Road - Sulla via del Cairo (Cairo Road) (1949)
- The Adventurers (1951)
- The Lost Hours (1952)
- Tread Softly (1952)
- Devil Girl from Mars (1954)
- Alias John Preston (1955)
- La spada di d'Artagnan (The Moonraker) (1958)